# Украинский (Воронежская область)
Украи́нский — хутор в Россошанском районе Воронежской области.
Административный центр Алейниковского сельского поселения.

## Население
| 2010 |
| ---- |
| 536  |

## Улицы
| - ул. Колхозная, - ул. Набережная, - ул. Полевая, - ул. Садовая, | - ул. Строителей, - пер. Тихий, - ул. Шолохова, - ул. Энтузиастов. |